# Manturga, Khanapur
Manturga là một làng thuộc tehsil Khanapur, huyện Belgaum, bang Karnataka, Ấn Độ.